# 阪堺電気軌道151形電車
阪堺電気軌道モ151形電車（はんかいでんききどうモ151がたでんしゃ）は、南海電気鉄道大阪軌道線を経て、阪堺電気軌道で使用されていた路面用電車である。

## 概要
モ151形は1927年（昭和2年）に川崎造船所兵庫工場で電4形として10両製造された。14メートル近い大型車体に3扉を備えた半鋼製のボギー車である。
戦災での焼失と復旧、さらに同型車体を持つモ161形およびモ301形への改造、車両番号の整理などによって、最終的には151 - 154の4両となった。当初は直接制御であったが、1960年（昭和35年）にモ301形と同じ多段式間接制御 (PM-2A2) に取り替えられ、それ以降はモ301形と形式番号が違うだけであった。
大阪市営地下鉄谷町線の天王寺 - 八尾南間の延伸開業と同時に廃止が予定されていた南海平野線を除く、南海電気鉄道大阪軌道線のワンマン化に伴い、1979年（昭和54年）にワンマン改造された。この際、運転台向かって右側の扉を閉鎖して2扉車になった。
阪堺電気軌道への移行後、モ701形の投入に伴い、モ151形のまま残存していた4両が1989年までに、モ301形への改造車4両が2000年までに、残るモ161形への改造車2両も2001年までに全車廃車された。

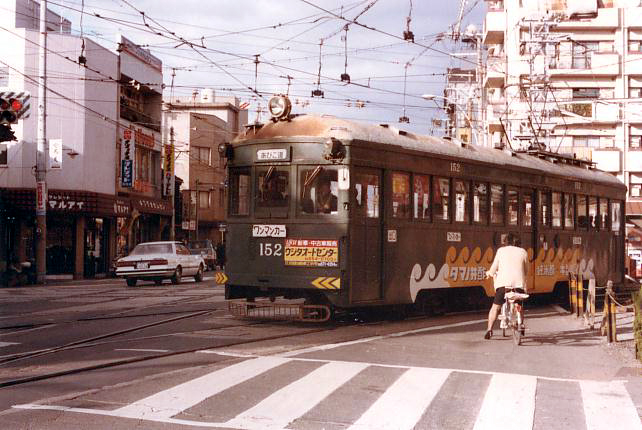
住吉交差点を渡るモ152

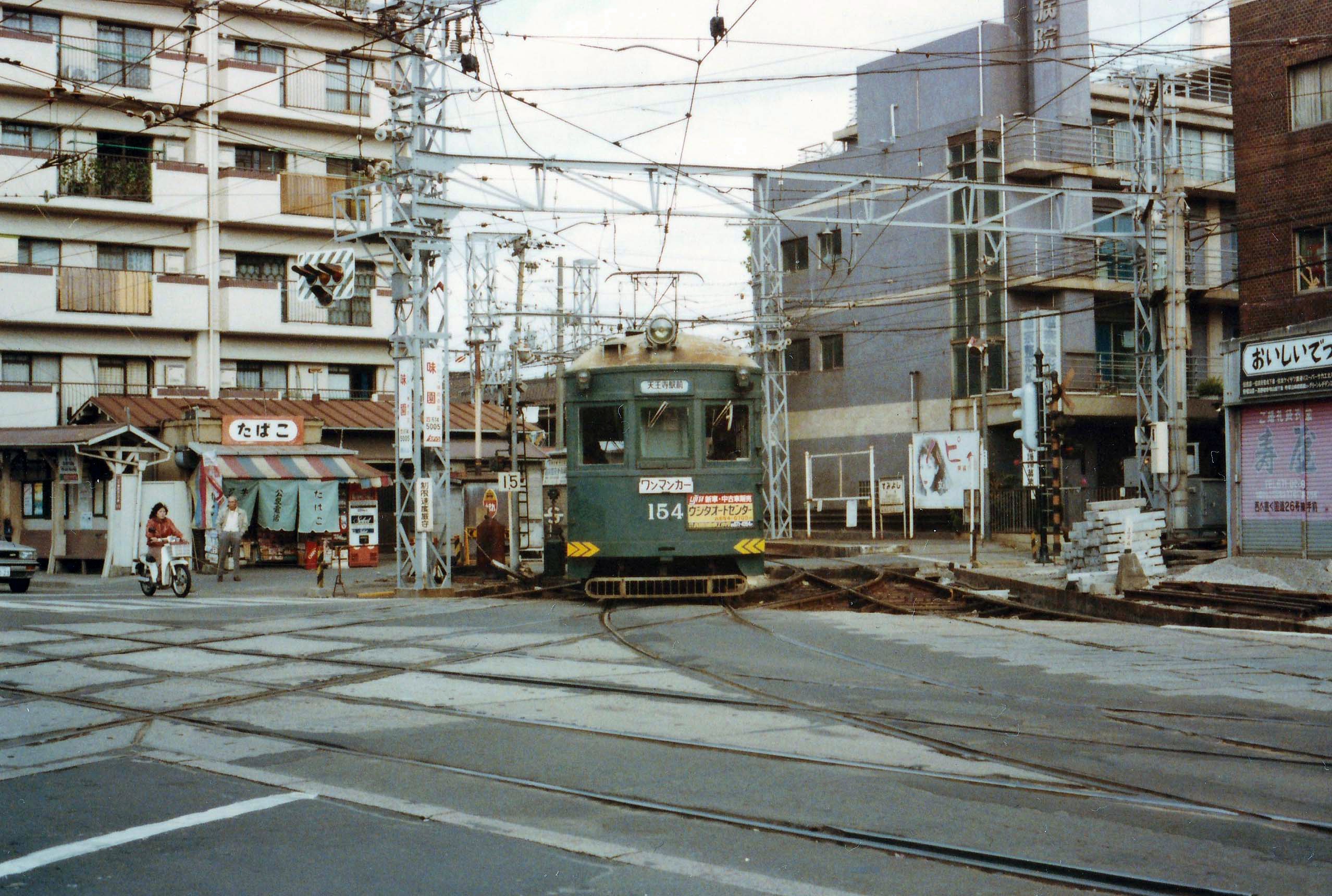
住吉交差点を行く「タマノイ酢」金波塗装時代の154号。

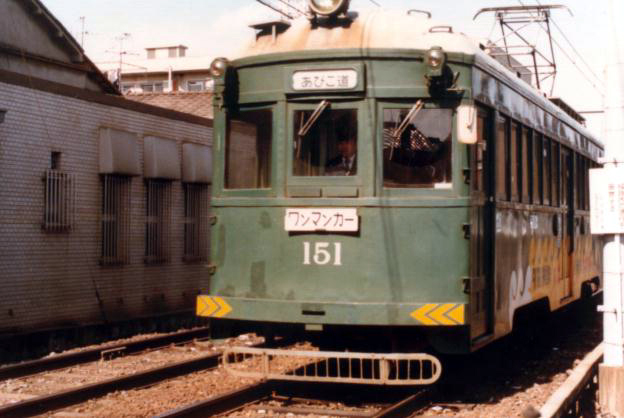
金波塗装時代の151号。

| 改番後 | 151 | 307 | 306 | 154 | 174 | 305 | 152 | 302 | 153 | 175 |
| 改番前 | 151 | 152 | 153 | 154 | 155 | 156 | 157 | 158 | 159 | 160 |

## 保存
- サンフランシスコ市営鉄道が1両保有している。同車は譲渡当初パレードなどで使用されたが、のちに動態保存路線「Fライン」の主力となったPCCカーの修繕に注力するために修復作業が中断され、2020年現在通常の営業運転には用いられていない[1]。
- 製造時は本形式の160で、モ161形に編入されて改番された175が香川県丸亀市のショッピングセンター、パブリックプラザ丸亀で店舗として利用されている（参照）。